# 데그라시: 더 넥스트 제너레이션
《데그라시: 더 넥스트 제너레이션》(영어: Degrassi: The Next Generation)는 2001년부터 2015년까지 방영된 캐나다의 십대 드라마이다.